# Lutan Fyah
Lutan Fyah, född Anthony Martin december 1975 i St. Catherine på Jamaica, är en jamaicansk reggaeartist. Han var en lovande fotbollsspelare tills han gav upp karriären 1999.

## Diskografi
Studioalbum
- 2004 – Dem No Know Demself
- 2005 – Time and Place
- 2006 – Phantom War
- 2006 – Healthy Lifestyle
- 2007 – You Bring Blessings
- 2009 – African Be Proud
- 2009 – Africa
- 2009 – Justice
- 2009 – The King's Son
- 2011 – A New Day
- 2012 – Truly
- 2014 – Gangsta Living
- 2014 – Get Rid Of Di Wicked
- 2014 – Life Of A King
- 2015 – More Blessings

Livealbum
- 2009 – Live in San Francisco

Singlar (urval)
- 2003 – "Never Surrender My Faith" / "Never Surrender My Faith Dub"
- 2003 – "Let Rightousness Be Your Guide" / "Rightousness Dub"
- 2008 – "Africa" / "Baltimore"